# Kulpa

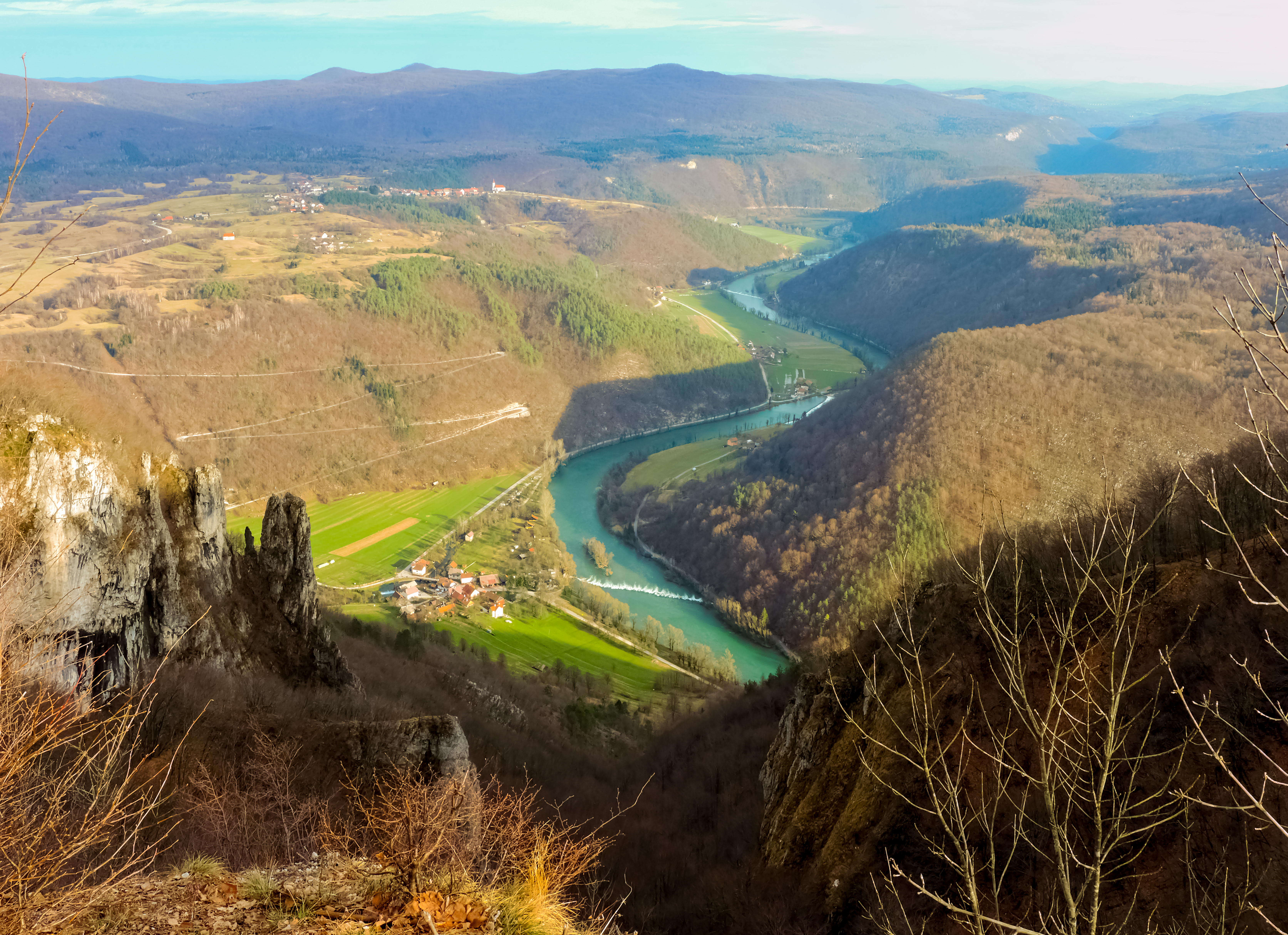
A Kulpa völgye Sodevci mellett

A Kulpa (horvátul Kupa, szlovénül Kolpa) folyó Horvátország és Szlovénia területén, a Száva jobb oldali mellékfolyója.
A folyó a Kulpa-tóból ered Gorski kotarban 397 m magasságban, és Sziszeknél torkollik a Szávába. Hossza 296 km, ebből 113 km-en határfolyó a két ország között. Átlagos vízhozama a torkolatnál 280 m³ másodpercenként. A hajózható hossza 136 km – felfelé Kulpatő városkáig.
Városok a Kulpa mentén: Metlika, Ozaly, Károlyváros, Kulpatő, Petrinya és Sziszek.
Főbb mellékfolyói a Dobra, a Korana, az Odra és a Moštanica.